# دنيس باترسون
دنيس باترسون (بالإنجليزية: Dennis Patterson)‏ هو محامي وسياسي كندي، ولد في 30 ديسمبر 1948 في فانكوفر في كندا. حزبياً، نشط في حزب المحافظين الكندي. وقد انتخب عضو مجلس الشيوخ الكندي (27 أغسطس 2009 – ) وانتخب Premier of the Northwest Territories ‏.